# Podmąchocice
Podmąchocice (dawn. Podmochocice) – wieś w Polsce położona w województwie świętokrzyskim, w powiecie kieleckim, w gminie Górno.
| SIMC    | Nazwa    | Rodzaj     |
| ------- | -------- | ---------- |
| 0239215 | Podskale | przysiółek |

W latach 1975–1998 miejscowość administracyjnie należała do województwa kieleckiego.